# 朴愚京
朴 愚京（パク・ウギョン、朝鮮語: 박우경、1894年7月4日 - 没年不詳）は、日本統治時代の朝鮮の技師、公務員、実業家、大韓民国の政治家。制憲韓国国会議員。本貫は忠州朴氏。

## 経歴
忠清北道永同郡出身。黄澗公立普通学校、尚州公立農蚕学校（現・慶北大学校尚州キャンパス）卒。報恩郡農会および畜産組合技手、郡畜産組合書記、三杭商事会社支配人、丸一運送株式会社支配人、薪炭生産販売組合理事を歴任した。光復後は永同郡産業課長・保健厚生課長を務めた。1948年の初代総選挙では無所属の国会議員に当選したが、1950年の第2代総選挙では民主国民党から出馬したが落選した。1983年に出版された『歴代国会議員人物総覧』には既に故人であると記載されている。